# CubeSat

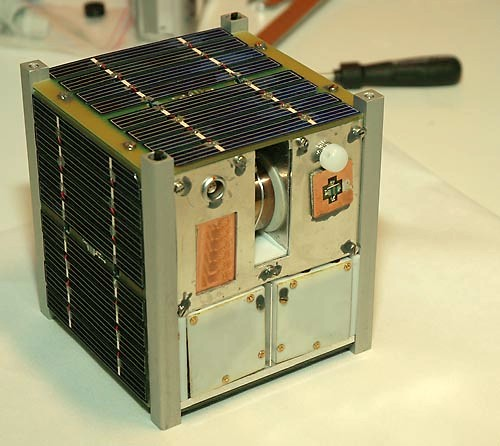
Ncube-2, CubeSat của Na Uy

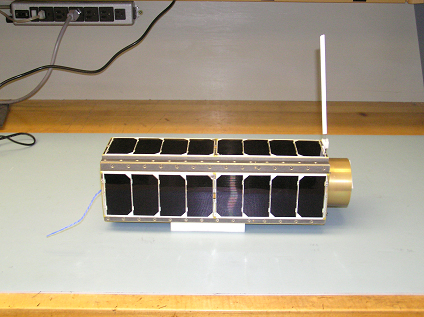
GeneSat-1, 3U, nặng 3 kg

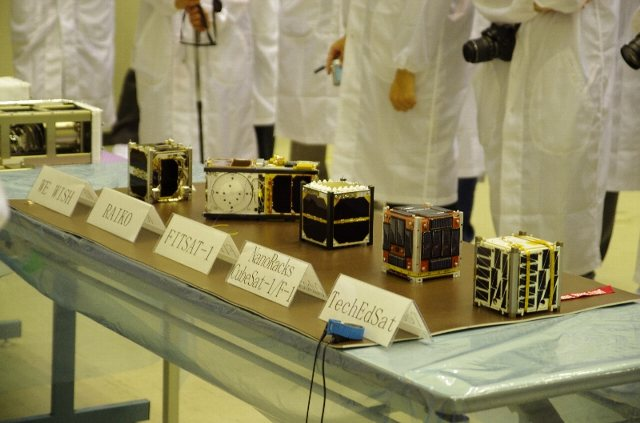
Vệ tinh nano F-1 của Việt Nam và các vệ tinh đi cùng tại Trung tâm vũ trụ Tsukuba, Nhật Bản 6/2012

CubeSat là một chương trình quốc tế được khởi xướng bởi Đại học Bách khoa bang California (California Polytechnic State University - Cal Poly) nhằm giúp các trường đại học, cao đẳng và công ty tư nhân để đưa những vệ tinh nhỏ và nghiệp dư vào quỹ đạo với phí tổn thấp.
Theo đó, một định dạng tiêu chuẩn đã được đặt ra, được yêu cầu phải đáp ứng từ các vệ tinh, trước khi được giúp đưa lên trạm không gian và vào quỹ đạo: có hình dạng chuẩn (1U tiếng Anh từ chữ One Unit, một đơn vị) kích thước 10 cm x 10 cm x 10 cm và trọng lượng tối đa 1,33 kg. Các vệ tinh được gói trong một thiết bị khởi động đặc biệt (poly Picosatellite Orbital Deployer, hoặc P-POD), mà có thể chứa đến 3 vệ tinh CubeSat của 1 tên lửa đẩy. Ngoài ra, một thiết bị khởi động cho CubeSats cá nhân được phát triển bởi Đại học Titech, Nhật Bản.
Một phần mở rộng của các định dạng CubeSat có thể là đôi (2U, 20 cm x 10 cm x 10 cm, 2 kg) và ba lần (3U, 30 cm x 10 cm x 10 cm, 3 kg), hoặc 6U như của cơ quan NASA.

## Lịch sử
CubeSat đã được đề xuất vào năm 1999 bởi giáo sư Jordi Puig-Suari từ Đại học Bách khoa bang California và Bob Twiggs từ Đại học Stanford. Mục đích là để tạo điều kiện cho sinh viên tốt nghiệp để có thể thiết kế, xây dựng, thử nghiệm và hoạt động trong không gian một thiết bị vũ trụ với khả năng đơn giản, tương tự như của các thiết bị vũ trụ đầu tiên, Sputnik. Các CubeSat như đề xuất ban đầu đã không được đặt ra để trở thành một tiêu chuẩn, đúng hơn, nó đã trở thành một tiêu chuẩn theo thời gian của một quá trình xuất hiện. Sự cần thiết của yếu tố một vệ tinh nhỏ đã trở nên rõ ràng vào năm 1998 như là kết quả của công việc thực hiện tại Phòng thí nghiệm phát triển hệ thống không gian của Đại học Stanford. Các CubeSats lần đầu tiên được giới thiệu vào năm 2003 tại hãng Eurockot Nga, và khoảng 75 CubeSats đã được đặt vào quỹ đạo, tình cho đến tháng 8 năm 2012.

## Những lần phóng

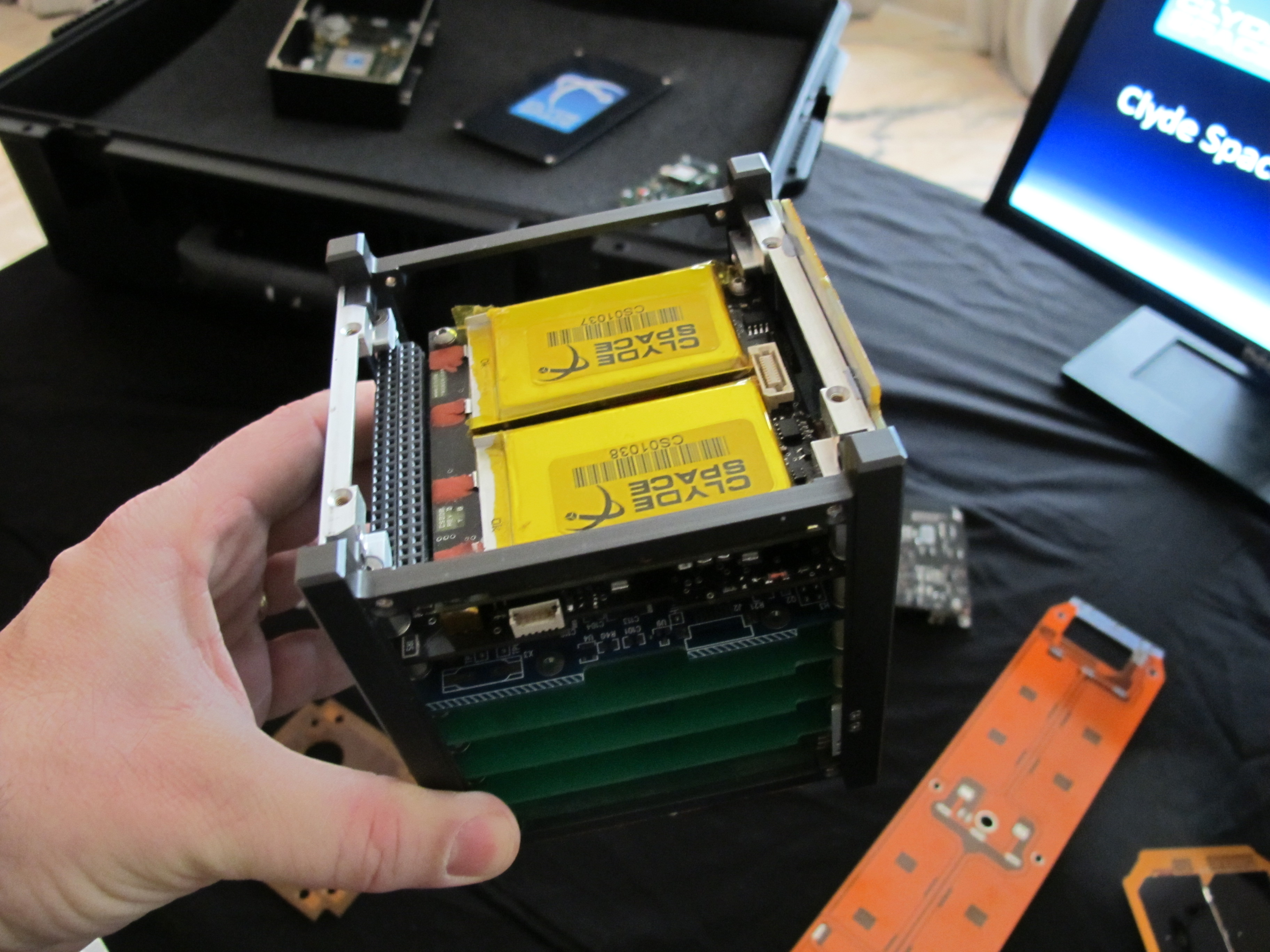
Thiết kế của 1 CubeSat chưa có vỏ bọc bên ngoài

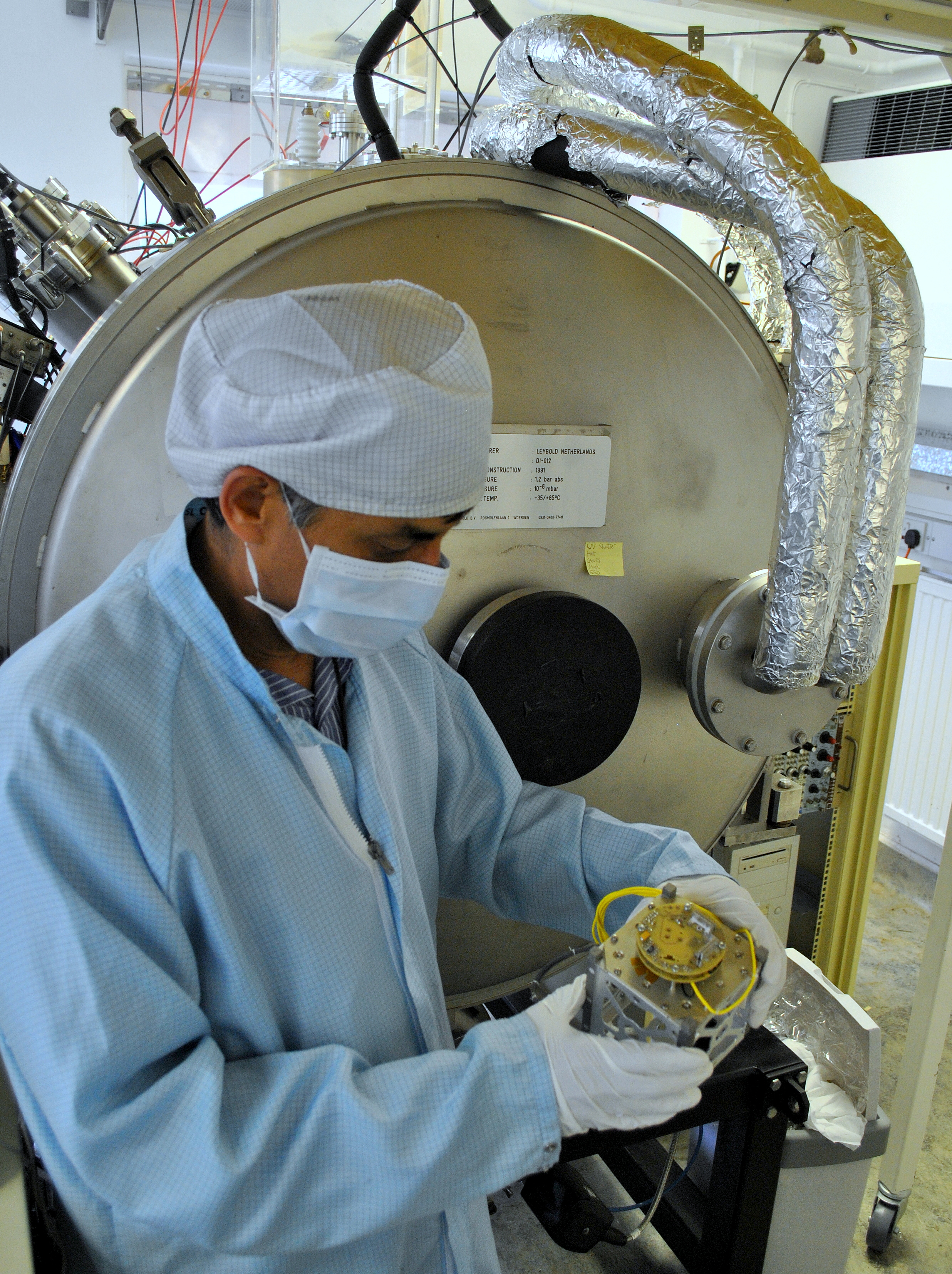
Một chuyên gia cầm 1 vệ tinh CubeSat

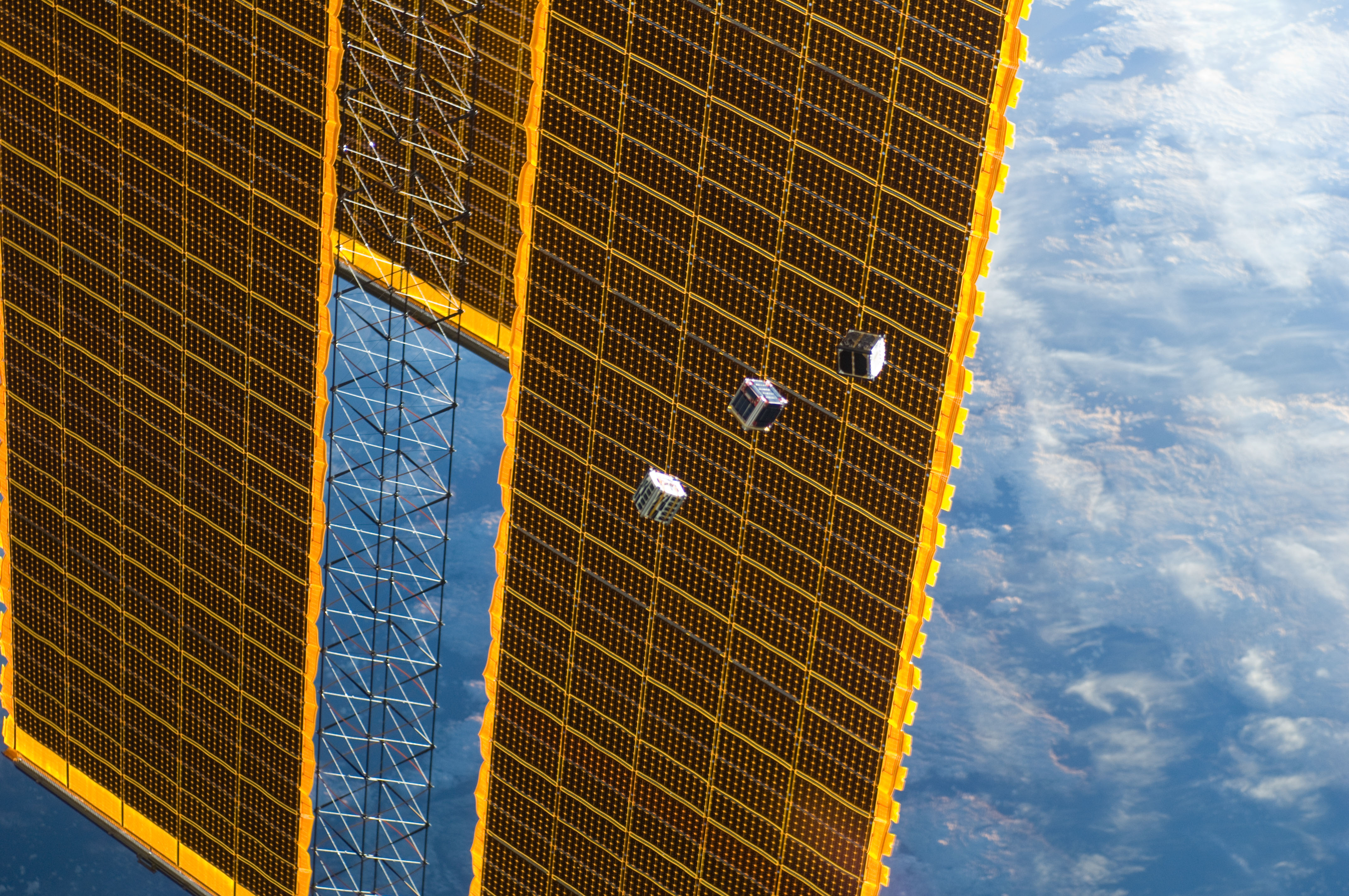
Những vệ tinh CubeSat được thả ra từ trạm không gian ISS

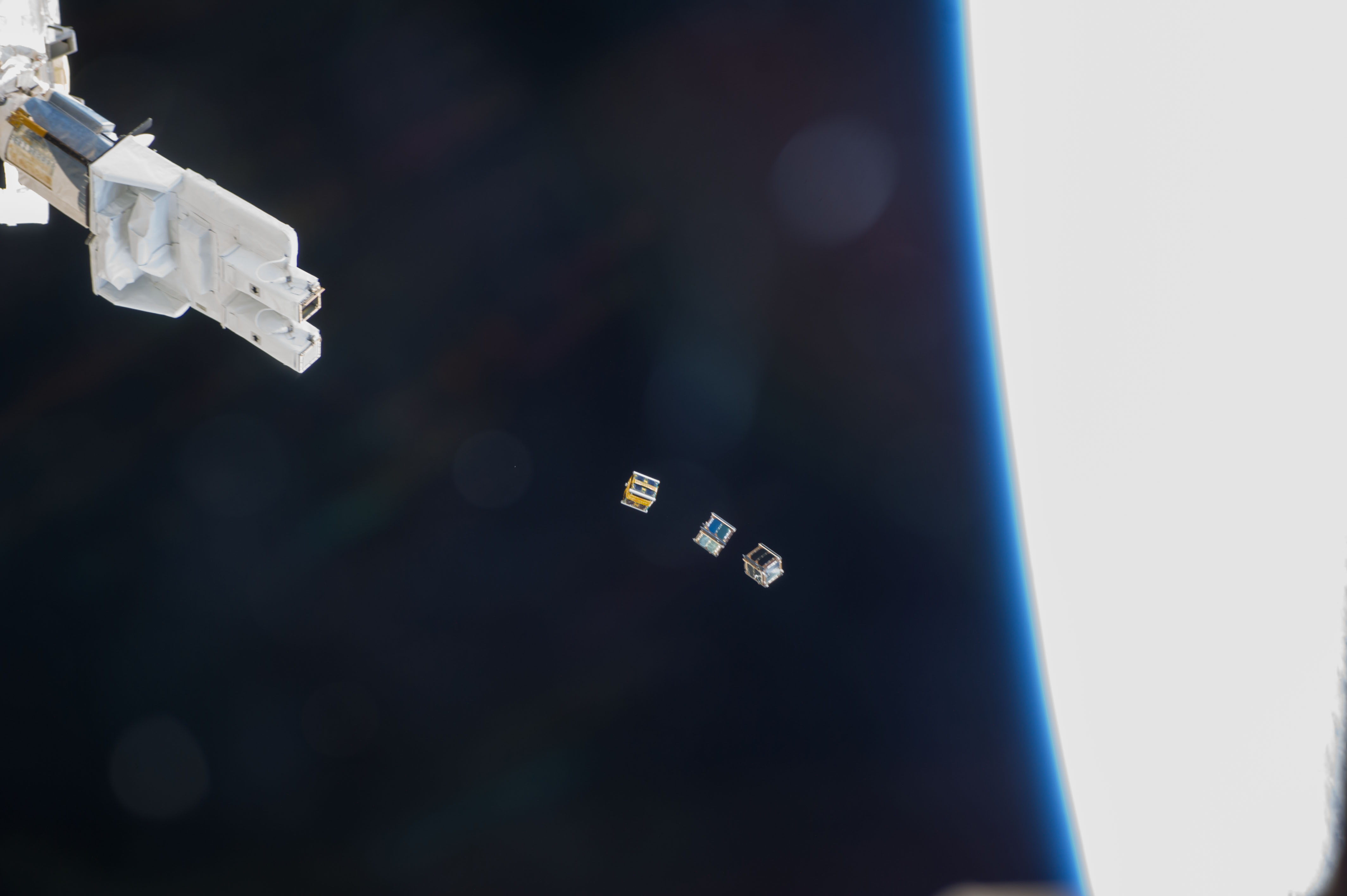
Ba vệ tinh siêu nhỏ Cubesat, được phóng từ một thiết bị khởi động đặc biệt (Small Satellite Orbital Deployer (SSOD)) gắn liền với cánh tay robot từ ISS ngày 19/11/2013

Từ năm 2003, những vệ tinh theo dạng CubeSat đã được phóng vào quỹ đạo. Thường là các vệ tinh sẽ được đưa lên các trạm không gian như trạm không gian ISS bằng các tàu vũ trụ hoặc tên lửa, sau khi kiểm tra sẽ được thả từ trạm không gian bằng các cánh tay robot hoặc tên lửa nhỏ.

### 2003
Ngày 30 Tháng 6 năm 2003 nhiều CubeSats từ các trường đại học và một CubeSat thương mại trên tên lửa Rockot tên lửa được phóng từ trạm không gian Nga Plesetsk.
- AAU CubeSat (Ålborg Universitetscenter, Đan Mạch)
- QuakeSat (QuakeFinder, 3U)
- DTUsat (Đại học Kỹ thuật Đan Mạch)
- CUTE-1 (Tokyo Institute of Technology, Nhật Bản)
- XI-IV (Universität Tokio, Nhật Bản)
- CanX-1 (University of Toronto, Canada)

### 2005
Ngày 27 tháng 10 năm 2005, 1 tên lửa đẩy cũng được phóng từ trạm không gian Nga Plesetsk, mang theo.
- nCube-2 (Đại học Khoa học tự nhiên Na Uy)
- XI-V (University Tokio, Nhật)
- UWE-1 (Universität Würzburg, Đức)

### 2006
Ngày 21 tháng 2 năm 2006, 1 CubeSat được phóng bằng tên lửa M-V-R của Nhật Bản, từ trạm Uchinoura Space Center, Nhật Bản.
- CUTE-1.7 + APD (Tokyo Institute of Technology, Nhật, 2 U)

Ngày 26 tháng 7 năm 2006 tên lửa Nga Dnepr bị nổ, 14 vệ tinh bị phá hủy:
- AeroCube 1 (thương mại)
- CP 1 (California Polytechnic State University, Mỹ)
- CP 2 (California Polytechnic State University, Mỹ)
- ICECube 1 (Cornell University, Mỹ)
- ICECube 2 (Cornell University, Mỹ)
- ION (University of Illinois, USA, Doppel-CubeSat)
- HAUSAT 1 (Hankuk Aviation Universität, Hàn Quốc)[4]
- KUTESat (University of Kansas, Mỹ)
- Mea Huaka'i (Voyager) (University of Hawaiʻi, Mỹ) [5]
- MEROPE (Montana State University, Mỹ)
- nCube-1 (Đại học Khoa học tự nhiên Na Uy)
- RINCON (University of Arizona, Mỹ)
- SACRED (University of Arizona, Mỹ)
- SEEDS (Nihon-Universität, Japan)

Ngày 16 tháng 12 năm 2006, 1 CubeSat được phóng với tên lửa Minotaur-1 từ Wallops Flight Facility.
- GeneSat-1 (NASA, 2 U)

### 2007
Ngày 17 tháng 4 năm 2007 7 vệ tinh được phóng theo tên lửa Nga Dnepr.
- AeroCube 2 (thương mại)
- CAPE-1 (University of Louisiana at Lafayette, Mỹ)
- CP 3 (California Polytechnic State University, San Luis Obispo, Mỹ)
- CP 4 (California Polytechnic State University, San Luis Obispo, Mỹ)
- CSTB 1 (Boeing)
- Libertad 1 (Sergio Arboleda University, Columbia)
- MAST (Tethers Unlimited, Seattle, USA, 3U)

### 2008
Ngày 28 tháng 4 năm 2008, với Polar Satellite Launch Vehicle từ trung tâm Satish Dhawan Space Centre của Ấn Độ:
- AAU-Cubesat 2 (Ålborg Universitetscenter, Đan Mạch)[7]
- CanX-2 (University of Toronto, Cânda)[8]
- COMPASS-1 (FH Aachen, Đức)[9]
- CUTE-1.7 + APD II (Tōkyō Kōgyō Daigaku, Nhật)[10]
- Delfi-C3 (Technische Universität Delft, Hà Lan, 3U-CubeSat)[11]
- 2nd SEEDS (Nihon-University, Nhật)[12]

Ngày 3 tháng 8 năm 2009, 2 vệ tinh CubeSat được phóng lên.

## Từ năm 2009
Từ năm 2009, nhiều lần phóng khác đã đưa rất nhiều vệ tinh vào quỹ đạo. Một số trong đó: 
- SwissCube của các Đại học Thụy Sĩ École polytechnique fédérale de Lausanne, Universität Neuenburg, Haute École d'Ingénierie et de Gestion du Canton de Vaud, Haute École Valaisanne, Haute École Arc Ingénierie, École d'ingénieurs et d'architectes de Fribourg, Fachhochschule Nordwestschweiz, 2009
- Beesat (Technische Universität Berlin, Đức), 2009
- UWE-2 (Universität Würzburg, Đức), 2009
- ITU-pSat (İstanbul Teknik Üniversitesi, Thổ Nhĩ Kỳ), 2009[13]
- Vệ tinh nano F-1 của Đại học FPT, Việt Nam, 2012[14]
- Hermes của University of Colorado tại Boulder, USA
- KySat của 5 Đại học tại Kentucky, USA
- ESTCube-1, vệ tinh Estonia đầu tiên của Guyane thuộc Pháp, 2013
- PicoDragon, Việt Nam, 2013